# محراب مسجد کوچه میر
محراب مسجد کوچه میر مربوط به اواخر دوره سلجوقیان است و در نطنز، خیابان مالک اشتر، محله میر، کوی میر واقع شده و این اثر در تاریخ ۳۱ تیر ۱۳۱۳ با شمارهٔ ثبت ۲۰۹ به‌عنوان یکی از آثار ملی ایران به ثبت رسیده است.